# Émile Blanchard
Charles Émile Blanchard (6 de marzo de 1819—11 de febrero de 1900) fue un zoólogo y entomólogo francés.

## Biografía
Nacido en París, su padre era artista y naturalista, por lo que Émile aprendió historia natural desde muy pequeño. Cuando tenía 14 años Jean Victoire Audouin (1797—1841) le permitió ingresar a su laboratorio del Museo Nacional de Historia Natural de Francia. En 1838 fue nombrado técnico en la institución. En 1841 ascendió a asistente de naturalista.
Acompañó a Henri Milne-Edwards (1800—1885) y a Jean Louis Armand de Quatrefages de Bréau (1810—1892) a Sicilia en una expedición de zoología marina. Publicó en 1845 una «Historia de los insectos», y entre 1841 y 1856 una «Zoología agrícola». Este último trabajo es notable porque presenta con mucha precisión las especies útiles y las pestes, y los daños que pueden causar a los distintos tipos de plantas. El libro fue ilustrado por su padre.
Luego publicó un atlas de anatomía de los vertebrados, que apareció entre 1852 y 1864. Esta publicación le dio esperanzas para lograr el puesto de jefe de reptiles y peces en el museo, cargo vacante por fallecimiento de Auguste Duméril (1812—1870) pero finalmente fue seleccionado Léon Vaillant (1834—1914). Sin embargo, en 1862 fue nombrado en la jefatura de crustáceos, arácnidos e insectos.
En 1862 fue nombrado miembro de la Academia de Ciencias de Francia. Después de 1860 comenzó a perder la visión, y quedó ciego en 1890. Falleció en París en 1900.

## Abreviatura (zoología)
La abreviatura Blanchard   se emplea para indicar a Émile Blanchard como autoridad en la descripción y taxonomía en zoología.

- Datos: Q1066663
- Multimedia: Émile Blanchard / Q1066663
- Especies: Charles Émile Blanchard